# Mirabilis (genre)
Pour les articles homonymes, voir Mirabilis.
Genre
Classification phylogénétique
Mirabilis est un genre de plantes dicotylédones, de la famille des Nyctaginacées, peut-être le plus connu avec les bougainvillées.
Il existe plusieurs douzaines d'espèces de plantes herbacées de ce genre, principalement sur le continent américain. Les plus connues sont Mirabilis jalapa (ou Belle de nuit) et Mirabilis longiflora.
Les Mirabilis ont parfois des racines tubéreuses ce qui leur permet de supporter les saisons froides. Les fleurs sont petites, en forme de trompette, souvent odorantes.
Bien que les Mirabilis soient essentiellement utilisées comme plantes ornementales, Mirabilis expansa est une exception car aussi cultivée pour l'alimentation.

## Quelques espèces
- Mirabilis aggregata (Ortega) Cav.
- Mirabilis albida (Walt.) Heimerl
- Mirabilis alipes (S. Wats.) Pilz
- Mirabilis austrotexana B.L. Turner
- Mirabilis bigelovii Gray
- Mirabilis californica Gray
- Mirabilis coccinea (Torr.) Benth. et Hook. f.
- Mirabilis comata (Small) Standl.
- Mirabilis decipiens (Standl.) Standl.
- Mirabilis expansa (Ruiz et Pavon) Standley : Mauka
- Mirabilis gigantea (Standl.) Shinners
- Mirabilis glabra (S. Wats.) Standl.
- Mirabilis glabrifolia (Ortega) I.M. Johnston
- Mirabilis greenei S. Wats.
- Mirabilis hirsuta (Pursh) MacM.
- Mirabilis jalapa L. : Belle de nuit
- Mirabilis linearis (Pursh) Heimerl
- Mirabilis longiflora L. : Sweet four o'clock
  - Mirabilis longiflora var. longiflora L.
- Mirabilis macfarlanei Constance et Rollins
- Mirabilis multiflora (Torr.) Gray
- Mirabilis nyctaginea (Michx.) MacM.
- Mirabilis oxybaphoides (Gray) Gray
- Mirabilis polyphylla (Standl.) Standl.
- Mirabilis pudica Barneby
- Mirabilis pumila (Standl.) Standl.
- Mirabilis rotundifolia (Greene) Standl.
- Mirabilis tenuiloba S. Wats.
- Mirabilis texensis (Coult.) B.L. Turner
- Mirabilis violacea (L.) Heimerl